# Aperam
 (octobre 2017).
Si vous disposez d'ouvrages ou d'articles de référence ou si vous connaissez des sites web de qualité traitant du thème abordé ici, merci de compléter l'article en donnant les références utiles à sa vérifiabilité et en les liant à la section « Notes et références ».
Aperam est une société produisant et commercialisant de l’acier inoxydable, de l’acier électrique et des aciers spéciaux.

## Histoire
En 2011, la société est introduite en bourse, à la suite de sa séparation d'ArcelorMittal, elle est alors cotée aux bourses d'Amsterdam, Paris, Bruxelles et Luxembourg.
Le 17 octobre 2024, Aperam annonce l'acquisition de Universal Stainless & Alloy Products, Inc, une entreprise américaine basée à Bridgeville, spécialisée dans le parachèvement de produits en acier inoxydable destinés aux applications aéronautiques. La transaction estimée à 539 M$.

## Implantation

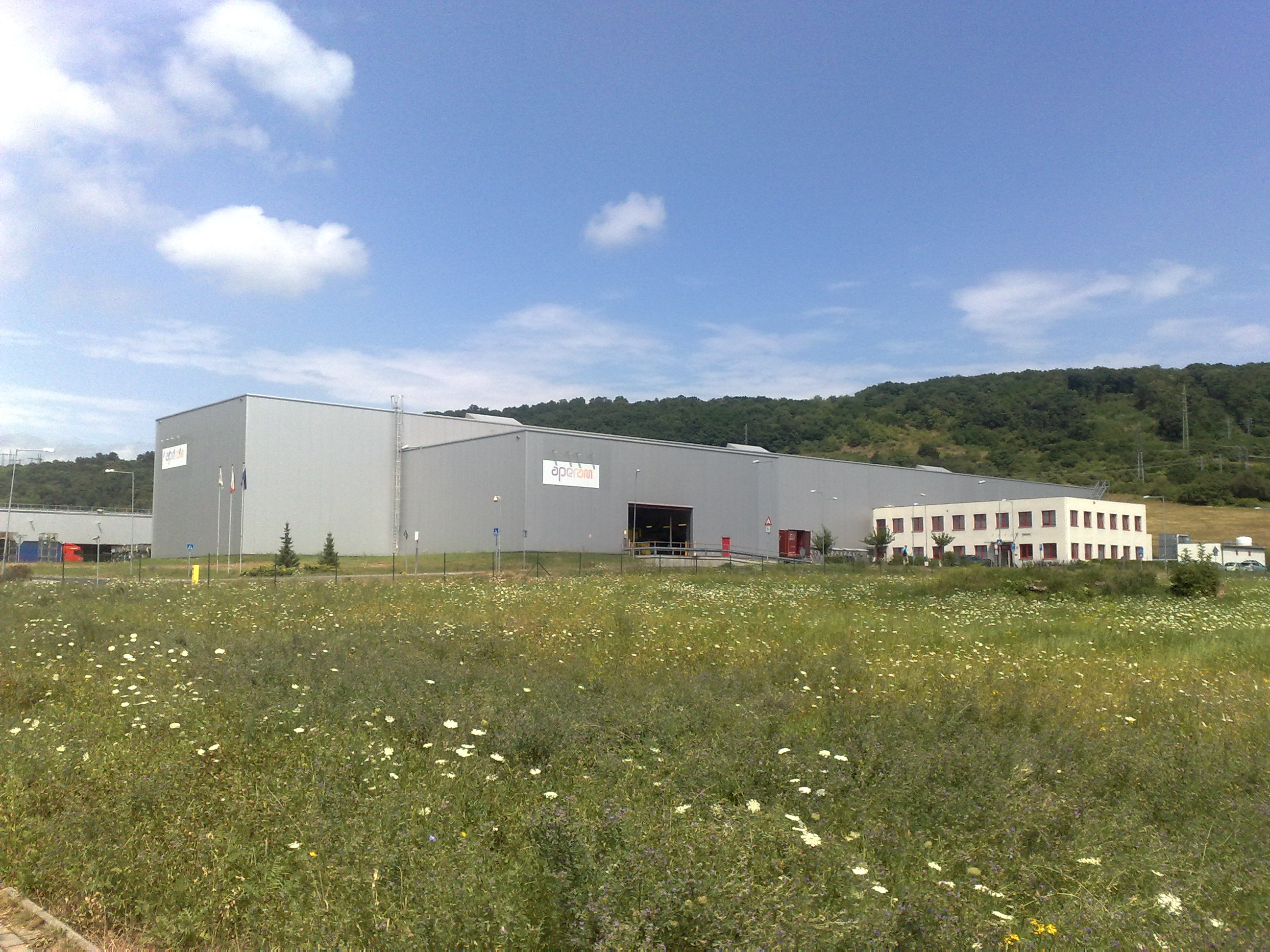
Aperam Ústí nad Labem, Tchéquie.

Les principales usines européennes d'Aperam sont situées en Belgique (Châtelet et Genk) et en France (Gueugnon, Isbergues, Pont-de-Roide-Vermondans et Imphy). L'usine brésilienne, située à Timóteo dans l'État de Minas Gerais, utilise du charbon de bois produit à partir de forêts d'eucalyptus gérées par le groupe. Les installations européennes utilisent des fours électriques et recyclent des ferrailles d'inox. Les installations brésiliennes d'Aperam correspondent principalement à Acesita, qui a été privatisée par le gouvernement brésilien en 1992, achetée par Usinor en 1998, et est devenue une filiale en propriété exclusive d'ArcelorMittal en 2007.
En France, le groupe restructure progressivement ses usines afin de concentrer ses activités au plus près de ses deux aciéries, situées en Belgique. Cette stratégie a motivé le déplacement de certaines activités du site de Pont-de-Roide vers Gueugnon, mais aussi de Gueugnon vers la Belgique.

## Actionnaires
Au 21 avril 2019.
| Nom                               | %    |
| --------------------------------- | ---- |
| Famille Mittal Lakshmi Niwas      | 40,9 |
| M&G Investment Management         | 3,30 |
| Dimensional Fund Advisors         | 2,65 |
| Norges Bank Investment Management | 2,08 |
| The Vanguard Group                | 1,60 |
| Lazard Frères Gestion             | 1,38 |
| DNCA Finance                      | 0,96 |
| NN Investment Partners            | 0,96 |
| BBVA Asset Management             | 0,86 |
| Oddo BHF Asset Management         | 0,82 |